# Ritzerfeld (Herzogenrath)
Ritzerfeld ist ein Ortsteil von Merkstein, einem Stadtteil von Herzogenrath in der Städteregion Aachen in Nordrhein-Westfalen.

## Lage

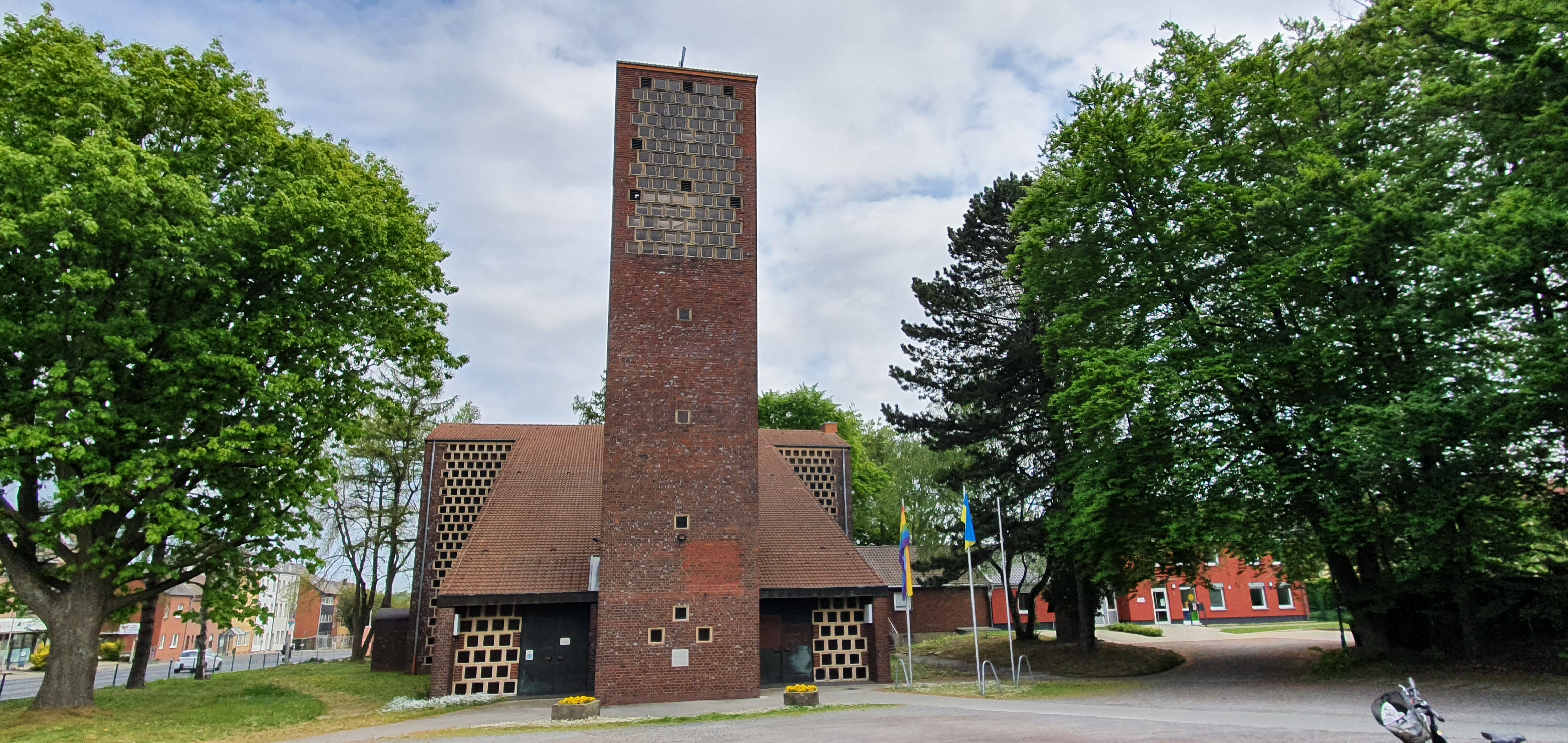
Kirche Herz Jesu Ritzerfeld

Ritzerfeld ist ein kleines Straßendorf entlang der Geilenkirchener Straße und ist darüber mit Herzogenrath zusammengewachsen. Trotzdem zählt der Ort zum Stadtteil Merkstein, die Bezirksgrenze zwischen Herzogenrath und Merkstein befindet sich an der Einmündung der Thiergartenstraße zur Geilenkirchener Straße. Weitere Nachbarorte sind Thiergarten im Norden und Bierstraß im Süden.

## Verkehr
Die AVV-Buslinien 21, 47, 54 und X47 der ASEAG sowie 430 der west verbinden den Ort mit Herzogenrath, Merkstein, Würselen, Aachen und Übach-Palenberg. Zusätzlich verkehrt in den Nächten vor Samstagen sowie Sonn- und Feiertagen die Nachtexpresslinie N3 der ASEAG.
| Linie | Betreiber | Verlauf |
| ----- | --------- | --- |
| 21    | ASEAG     | Lintert Friedhof – Burtscheid – Aachen Hbf – Misereor – Elisenbrunnen – Aachen Bushof – Ludwig Forum – Talbot – Haaren – Würselen – Morsbach – Bardenberg – (Pley –) Niederbardenberg – Herzogenrath Bf – Ritzerfeld – Merkstein – Boscheln – Holthausen – Übach – Palenberg – Palenberg Bf                                                            |
| 47    | ASEAG     | (Brand –) Hüls – Kaiserplatz – Aachen Bushof – Ponttor – Laurensberg – Richterich – Kohlscheid Weststr. – Pannesheide – Straß – Herzogenrath Bf – Ritzerfeld – Merkstein |
| 54    | ASEAG     | Diepenbenden – Burtscheid Hauptstr. – Normaluhr – Theater – Elisenbrunnen – Aachen Bushof – Eurogress – Soers – Berensberg – Rumpen – Kohlscheid Markt – Klinkheide – Pannesheide – Straß – Herzogenrath Bf – Herzogenrath Schulzentrum / Waldfriedhof / (Ritzerfeld – Merkstein – Industriegebiet Boscheler Berg)                                     |
| X47   | ASEAG     | Expressbus: Aachen Bushof – Ponttor – Kohlscheid Weststr. – Pannesheide – Straß – Herzogenrath Bf – Ritzerfeld – Merkstein |
| 430   | west      | Herzogenrath Bf – Ritzerfeld – Merkstein – Boscheln – Übach – Palenberg – Palenberg Bf |
| HZ3   | ASEAG     | (Herzogenrath Schulzentrum –) Herzogenrath Bf – Merkstein – Plitschard – Herbach – Hofstadt |
| N3    | ASEAG     | Nachtexpress: nur in den Nächten vor Samstagen sowie Sonn- und Feiertagen Elisenbrunnen – Aachen Bushof (→ Ludwig Forum → Haaren → Verlautenheide → Würselen → Morsbach → Bardenberg → / ← Eurogress ← Berensberg ← Rumpen ← Kohlscheid Markt ← Klinkheide ← Pannesheide ← Straß ←) Herzogenrath Bf – Ritzerfeld – Merkstein (← Boscheln ← Holthausen) |

## Vereine
- SV Union 1911 Ritzerfeld e. V.